# آلا واژنینا
آلا واژنینا (انگلیسی: Alla Vazhenina؛ زادهٔ ۲۹ مهٔ ۱۹۸۳) وزنه‌بردار اهل قزاقستان بود.
از افتخارات وی میتوان به کسب مدال طلا وزنه‌برداری ۷۵ کیلوگرم در بازی‌های المپیک تابستانی ۲۰۰۸ اشاره کرد.